# حسن داود
حسن داود (مواليد 1950) كاتب وصحافي وروائي لبناني. أصله من قرية نميرية في جنوب لبنان، وانتقل إلى بيروت عندما كان طفلاً مع أسرته. درس الأدب العربي في الجامعة. عمل كصحفي خلال الحرب الأهلية اللبنانية التي اندلعت عام 1975، وهي المهنة التي مارسها منذ ذلك الحين. عمل كمراسل لصحيفة الحياة لمدة 11 عامًا.
عمل حسن صحافياً في عدّة صحف لبنانية مثل صحيفة السفير والحياة، يعمل حاليًا رئيس تحرير الملحق الثقافي «النوافذ» في صحيفة المستقبل. أصدر مجموعتين من القصص القصيرة وهما «تحت شرفة أنجي» و«عطلة الملاك». ألف روايات عديدة منها ما تُرجم إلى الإنكليزية والفرنسية والألمانية والإيطالية، ومن رواياته التي تُرجمت إلى الإنكليزية «بيت ماتيلد» عن دار كرانتا عام 1999، «سنة أختراع ماكنة صناعة الخبز الجديدة» عن دار الساقي عام 2007، و«الوقت المقترض» عن دار تليكرام.
اعتبارًا من عام 2011، تمت ترجمة خمسة من رواياته إلى اللغة الإنجليزية. كما تمت ترجمة أعمال داود إلى الفرنسية والألمانية (بقلم هارتموت فندريش). ظهرت أعماله في مجلة بانيبال. كتب حسن أول عمل روائي له «بناية ماتيلد» في عام 1983، حيث كان يبلغ من 32 عامُا.

## الحياة الشخصية
ولد حسن داود لأسرة مكونة من أب وأم وتسعة أخوة، وانتقلت عائلته من الضيعة في جنوب لبنان إلى بيروت، حيث فتح والده فرنا للخبز، عمل به أخوته عدا هو. حفظ كتبًا عندما كان في سن 15 ربيعًا لبدر شاكر السياب، وبشارة الخوري، وأبو الطيب المتنبي. درس الأدب العربي بالجامعة اللبنانية في بيروت. كان عضوًا بالحزب الشيوعي اللبناني. قدم استقالته منه في عام 1978 أثناءالحرب الأهلية اللبنانية اعتراضًا على قتل اللبنانيين لبعضهم البعض.

## مؤلفات
- بناية ماتيلد، 1983. (ترجمها غلى الإنجليزية بيتر ثيروكس)
- تحت شرفة آنجي (مجموعة قصصية)، 1984.
- روض الحياة المحزون، 1985
- أيام زائدة، دار الساقي، 1990، 238 صفحة، (ردمك 9781855165830).[10]
- نزهة الملاك (مجموعة قصصية)، 1992.
- سنة الأوتوماتيك، 1996
- غناء البطريق، دار الساقي، 1998، 277 صفحة، (ردمك 9781855165977).[11] (ترجمتها إلى الإنجليزية مارلين بوث)
- ماكياج خفيف لهذه الليلة، 2003.
- لُعب حيّ البيّاض، دار الساقي، 2005، 277 صفحة، (ردمك 9786144258583).[12]
- مئة وثمانون غروبا، دار الساقي، 2008، 399 صفحة، (ردمك 9781855163614).[13] (رشحت إلى القائمة الطويلة لجائزة العالمية للرواية العربي لعام 2010).ة
- فيزيك، دار الساقي، 2010، 280 صفحة، (ردمك 9781855166554).[14]
- لا طريق إلى الجنة، دار الساقي، 2012، 813 صفحة، (ردمك 9781855169272).[15] (ترجمتها إلى الإنجليزية مارلين بوث)
- نقّل فؤادك، دار الساقي، 2014، 160 صفحة، (ردمك 9786144258316).[16]
- بناية ماتيلد، دار الساقي، 2015، 192 صفحة، (ردمك 9786144258576).[17]
- في أثر غيمة، دار الساقي، 2017، 259 صفحة، (ردمك 9786140320215).[18]
- نساء وفواكه وآراء، هاشيت أنطوان / نوفل، 2020، (ردمك 9786144696170)
- سنة أختراع ماكنة صناعة الخبز الجديدة، 2007. (ترجمتها إلى الإنجليزية رندا جرار)
- الأيام الأخيرة
- ضيعة ماتلدا، 1998.
- الوقت المقترض.

## الجوائز
- جائزة المتوسط لعام 2009 عن رواية مئة وثمانون غروباً
- جائزة نجيب محفوظ لعام 2015 عن رواية لا طريق إلى الجنة.[19]